# The Virginia (мини-альбом)
The Virginia — мини-альбом инди-рок группы The National, вышел 20 мая 2008 года на лейбле Beggars Banquet Records. CD был выпущен вместе с DVD документального фильма Винсента Муна A Skin, a Night. Первое издание винилового альбома было выпущено в январе 2013 года.
| Оценки критиков | Оценки критиков |
| Источник        | Оценка          |
| --------------- | --------------- |
| Pitchfork Media | (4.3/10)        |

## Список композиций
Слова и музыка всех песен — The National, except where noted.
| №   | Название                         | Автор(ы)        | Длительность |
| --- | -------------------------------- | --------------- | ------------ |
| 1.  | «You've Done It Again, Virginia» |                 | 3:09         |
| 2.  | «Santa Clara»                    |                 | 4:05         |
| 3.  | «Blank Slate»                    |                 | 3:15         |
| 4.  | «Tall Saint» (Demo)              |                 | 3:44         |
| 5.  | «Without Permission»             | Кэролин Мартин  | 3:37         |
| 6.  | «Forever After Days» (Demo)      |                 | 3:01         |
| 7.  | «Rest of Years» (Demo)           |                 | 3:40         |
| 8.  | «Slow Show» (Demo)               |                 | 3:28         |
| 9.  | «Lucky You» (Daytrotter Session) |                 | 3:56         |
| 10. | «Mansion on the Hill» (Live)     | Брюс Спрингстин | 4:38         |
| 11. | «Fake Empire» (Live)             |                 | 3:41         |
| 12. | «About Today» (Live)             |                 | 8:25         |